# Егорово (Ленинградская область)
Егорово (до 1948 Харью, фин. Harju) — упразднённый посёлок на территории Рощинского городского поселения Выборгского района Ленинградской области.

## Название
Финское название деревни, вероятно, происходит от родового имени её первых жителей — Харью, упоминаемых ещё в 1554 году. Другое возможное толкование: слово «harju» в переводе на русский означает «вытянутая гряда, хребет». Рельеф местности вполне отвечает этой характеристике, так как на картах 1836 года, сделанных в период генерального межевания земель, отмечено три местных названия — Корпихарью (Лесная гряда), Юляхарью (Верхняя гряда) и Алахарью (Нижняя гряда).
Зимой 1948 года, согласно постановлению общего собрания граждан, деревня Харью получила наименование Васильково. Через полгода по настоянию комиссии по переименованию название было изменено на Егорово с мотивировкой: «в память штурмана старшего лейтенанта Егорова, похороненного на территории Каннельярвского сельсовета». Егоров Василий Дмитриевич, 1908 года рождения, погиб 27 февраля 1940 года в районе деревни Копрала.
Переименование было закреплено указом Президиума ВС РСФСР от 13 января 1949 года.

## История
Первое упоминание об этом селении относится к 1554 году. Тогда в деревне было четыре владельца, носящих родовое имя Харью

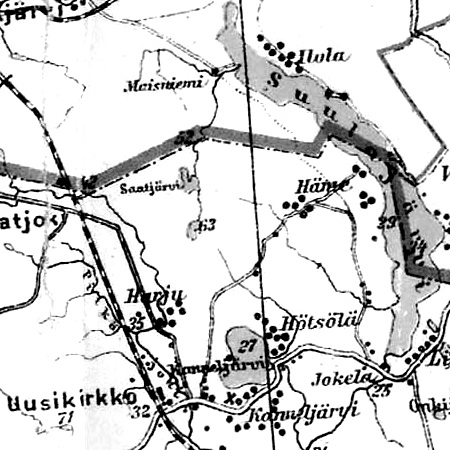
Деревня Харью на финской карте 1923 года

До 1939 года деревня Харью входила в состав волости Каннельярви Выборгской губернии (Финляндия). К началу зимы 1939 года в ней было 89 дворов. Деревня состояла из трёх основных частей: Еремала, Марккола и пристанционного посёлка. Наиболее часто встречающимися в деревне фамилиями были Рейман, Какко и Кирьявайнен.
С 1 января 1940 года по 31 июля 1945 года — в составе Кивенапского сельсовета.
С 1 июля 1941 года по 31 мая 1944 года — финская оккупация.
С 1 августа 1945 года — в составе Каннельярвского сельсовета Райволовского района.
С 1 октября 1948 года учитывается административными данными как деревня Егорово в составе Победовского сельсовета Рощинского района.
С 1 февраля 1963 года — в составе Выборгского района.
Согласно административным данным 1966 года посёлок Егорово также входил в состав Победовского сельсовета.
По данным 1973 года посёлок Егорово входил в состав Цвелодубовского сельсовета.
По данным 1990 года посёлок Егорово в составе Выборгского района не значился.

## География
Посёлок располагался в южной части района к западу от автодороги А181 (часть E 18) «Скандинавия» (Санкт-Петербург — Выборг — граница с Финляндией).
Посёлок находился на левом берегу реки Серебристая, к северо-западу от озера Победное.
Расстояние до ближайшей железнодорожной станции Каннельярви — 8 км.